# Maarten Tromp
Maarten Harpertszoon Tromp (23. dubna 1598 – 10. srpna 1653) byl nizozemský admirál a vrchní velitel nizozemského námořnictva.
Jako velitel nizozemské floty upřednostňoval rychlost a manévrovatelnost svých lodí před dělostřeleckou výzbrojí. Jeho vlajková loď Brederode měla jen 59 děl, a přesto byla nejvyzbrojenější z celé nizozemské floty.
Roku 1639 porazil španělskou flotilu v bitvě u Downs.

## Anglo-holandské války
Ještě před vypuknutím vlastní války se Tromp v květnu 1652 zúčastnil incidentu s anglickým loďstvem. Lodě pod velením generála moře Roberta Blakea se pokusily prohledat konvoj nizozemské Východoindické společnosti, avšak Tromp jim v tom zabránil. Po vypuknutí války porazil Blakea v bitvě u Dungenessu, čímž znovuotevřel Lamanšský průliv pro nizozemské lodě. Podle legendy nechal na vrchol hlavního stěžně své vlajkové lodi přibít koště na znamení jeho vymetení Angličanů z La Manche. Ti se však nevzdávali a 28. února 1653 napadli velký obchodní konvoj o 280 lodích, který měl Tromp se svými 75 válečnými loďmi chránit. V následující třídenní bitvě u Portlandu sice utrpěl velké ztráty (kolem 10 válečných a 40 obchodních lodí), ale nakonec se mu podařilo uniknout a konvoj bezpečně dovést do nizozemských přístavů.
Tromp se nezalekl a pokračoval ve vyhledání nepřítele. Dne 12. června 1653 se střetl s anglickou flotou v bitvě u Gabbardu. I přes počáteční vyrovnanost sil byl díky anglickému nasazení nové bojové taktiky, tzv. bojové linie, a těžší dělostřelecké výzbroji anglických lodí poražen.